# Cristina Galbó
Cristina Galbó Sánchez (Madrid, 1950. január 17. –) spanyol színésznő.
Az 1960-as és 1970-es években mérsékelt hírnévre tett szert eurohorrorokban, mely főleg vonzó kinézetének volt köszönhető.

## Élete és pályafutása
Első filmszerepét 13 éves korában kapta, Manuel Summers fekete-fehér Del rosa al amarillo c. komédiájában, amely hazájában nagy sikert aratott. A következő években rendre kapott filmszerepeket, szépséges, ámde naiv tinédzsereket alakítva. Vitathatatlanul legjobb szerepe Massimo Dallamano Mi történt Solenge-zsel? c. thrillerjében volt, de emlékezetes maradt a George Hiltonnal, Antoine Saint-Johnnal és Eduardo Fajardóval készült, a Magyarországon még be nem mutatott L'assassino è costretto ad uccidere ancora c. olasz-spanyol-francia thriller is. A filmben Galbót megerőszakolja egy gyilkos férfi. A jelenet kivitelezése a színésznőnek igen nehezére esett és roppant kényelmetlen helyzetbe hozta (ezt a film rendezője Luigi Cozzi mesélte a film DVD kommentárjában).
1967-ben, tizenhét éves korában ismerkedett meg a Dove si spara di più c. spagettiwestern spanyolországi forgatásán az akkor huszonhárom éves Peter Lee Lawrence-szel, aki akkor kezdte sikereit aratni a vadnyugati filmekkel. Kétévnyi kapcsolat után 1969-ben házasságot kötöttek és Rómában éltek közös gyerekükkel, Daviddal, Lawrence 1974-ben bekövetkezett haláláig.
Az 1970-es évek végén a horror- és gialló műfajok is vesztettek népszerűségükből, Galbó ezért megpróbálkozott a színház világával. 1988-ig dolgozott a filmiparban, utolsó filmjét Manuel Summers-szal készítette, akivel még pályája kezdődött. 1990-ben áttelepült az Amerikai Egyesült Államokba, ahol flamenco táncot tanít.